# Усадьба Зайцевых
Усадьба Зайцевых — памятник архитектуры в историческом центре Нижнего Новгорода. Усадебный комплекс построен в первой половине XIX века — 1874 году. Автор проекта не установлен.
Долгое время усадьба принадлежала купцам-старообрядцам Зайцевым. Главный дом усадьбы является одним из самых пышных зданий по убранству на улице Рождественской.

## История
Дом № 20 по улице Рождественской до революции располагался напротив архитектурного комплекса церкви св. Космы и Дамиана (снесёна в советское время, на её месте построено здание Нижновэнерго) и имел в разные годы различную нумерацию. Только к началу XX века он приобрёл номер 20 и соседствовал с усадьбами наследников Обрядчикова (№ 22) и Маркела Александровича Дегтярёва (№ 18).
Точная атрибуция времени и автора проекта здания неизвестна. Современный дом был отмечен на генеральном плане Нижнего Новгорода 1852—1853 годов, как каменный дом со сложившейся усадебной территорией, которая практически в том же виде, в каком указана на плане, дошла до наших дней. Фасад дома на тот период известен по снятому с натуры рисунку Д. Быстрицкого литографии «Церковь Козьмы и Дамиана на Софроновской площади», опубликованной в книге краеведа Н. И. Храмцовского. Несмотря на то, что детали отделки фасада на литографии плохо различимы, специалисты определяют его по некоторым характерным признакам (этажность, количество окон по фасаду, структуре фасада).
В конце 1860-х годов владельцем усадьбы стал бывший городской голова уездного города Горбатова купец первой гильдии старообрядец Андрей Евлампиевич Зайцев. В 1871 году новый владелец осуществил к надворным флигелям каменную пристройку, а также возвёл каменные холодные службы. Однако, оценка домовладения не увеличилась, а даже сократилась до 12600 рублей, согласно материалам переоценки недвижимости за 1874 год. Предполагается, что усадьба могла пострадать от пожара.
После смерти А. Е. Зайцева в 1889 году усадьба перешла по наследству его сыновьям Михаилу и Александру. В основном здании усадьбы размещалась контора торгового дома «Андрея Зайцева сыновья», которую учредили братья после смерти отца. Контора, уставной капитал которой составлял 120 тыс. рублей, вела торговлю пряжей, льняными и пеньковыми нитками, пеньковым шпагатом. Также в доме располагалась контора «Товарищества В. И. Рогозин и К°» по производству минеральных масел, акционерами которого были Зайцевы. До открытия Нижегородской биржи в 1881 году, в главном доме усадьбы ежедневно совершались сделки нижегородскими и иногородними купцами.
Зайцевы сами проживали в доме. В 1893 году Александр приобрёл в собственность дом на улице Тихоновской (Ульянова) и переехал туда. Михаил проживал в бывшей отцовской усадьбе до 1906 года, когда перебрался в новый дом по улице Большой Печерской.
В 1907 году контора торгового дома Зайцевых была закрыта и 8 января 1908 года М. А. Зайцев продал усадьбу купцу М. Е. Карпову за 110 тыс. рублей. Михаил Емельянович Карпов провёл дорогостоящий ремонт (частично реконструировал здание по проекту техника-архитектора Петра Петровича Розанова) и в октябре 1908 года перевёл в здание свой магазин обуви, а в январе 1909 года — галантерейную лавку. На новом месте торговля шла настолько бойко, что уже в 1909 году торговый дом Карпова получил доход в 1,2 млн рублей. К 1911—1912 годах в магазине стали также продавать мануфактуру, игрушки, шляпы, дорожные товары, парфюмерию.
В советский период усадьба была экспроприирована. В конце 1920-х годов в главном доме располагались конторы Нижмельтреста, Нижвалтреста, Поволжская областная контора акционерного общества «Металл склад» и касса билетов Нижегородской объединённой городской станции Московско-Курской, Московско-Казанской и Нижегородско-Котельнической железных дорог по продаже билетов. В 1939 году в нём располагалось управление треста швейной промышленности «Швейпром», а после войны — швейная фабрика.